# (13028) Klaustschira
(13028) Klaustschira – planetoida z pasa głównego asteroid okrążająca Słońce w ciągu 3,92 lat w średniej odległości 2,49 j.a. Odkrył ją Martin Geffert 5 kwietnia 1989 roku na zdjęciach wykonanych w Obserwatorium La Silla. Nazwa planetoidy pochodzi od Klausa Tschiry, współzałożyciela przedsiębiorstwa informatycznego SAP AG, a także miłośnika astronomii i twórcy fundacji wspierającej naukę i technologię Klaus Tschira Foundation.